# Джанго (фильм, 2017)
«Джанго» (фр. Django) — французская биографическая драма 2017 года, полнометражный режиссёрский дебют кинопродюсера Этьена Комара, с Редой Катебом в главной роли. Премьерным показом ленты был открыт 67-й Берлинский международный кинофестиваль, где он участвовал в конкурсной программе.

## Сюжет
В 1943 году, во время оккупации Франции войсками вермахта, джаз-гитарист Джанго Рейнхардт хочет избежать «приглашения» на гастроли в Германию, и пытается покинуть территорию Франции через Швейцарию…

## В ролях
- Реда Катеб — Джанго Рейнхардт
- Сесиль де Франс — Луиза де Клерк
- Беа Пайа — Нагин Рейнхардт
- Бимбам Мерштайн — Негро Рейнхардт
- Габриэль Мирте — Левек / Ла Плюм
- Джонни Монтрей — Жозеф Рейнхардт / Нин-Нин
- Венсан Фрад — Фуад / Там Там
- Рафаэль Девер — Вола
- Патрик Милле — Шарль Делоне[фр.]
- Ксавье Бовуа
- Ян Хенрик Штальберг — доктор Джаз
- Алекс Брендемюль — Ханс Бибер

## Награды и номинации
Премия «Сезар»-2018
- Лучший актёр — Реда Катеб (номинация)

Премия «Люмьер»-2018
- Лучший актёр — Реда Катеб (номинация)

Кинофестиваль в Кабуре-2017
- «Золотой Сван» лучшему актёру — Реда Катеб (награда)